# Zoocosmius coeruleus
Zoocosmius coeruleus är en skalbaggsart som beskrevs av Aurivillius 1914. Zoocosmius coeruleus ingår i släktet Zoocosmius och familjen långhorningar. Inga underarter finns listade i Catalogue of Life.